# Bornéo du Nord
1882–1963
Entités précédentes :
- Protectorat de Brunei
- Sultanat de Sulu
- Labuan

Entités suivantes :
- Malaisie

Bornéo du Nord était un protectorat britannique placé sous la souveraineté de la North Borneo Chartered Company de 1882 à 1946. Après la Seconde Guerre mondiale, ce territoire situé au nord-est de l'île de Bornéo est devenu une colonie de la Couronne entre 1946 et 1963. À la suite de sa décolonisation il est devenu l'État malaisien de Sabah, en Malaisie orientale.
Bornéo du Nord fait maintenant partie de la Malaisie comme l'État de Sabah et le territoire fédéral de Labuan.